# もう君を離さない
『もう君を離さない』（もうきみをはなさない）は、1993年10月18日に発売されたclassの2枚目のシングルである。

## 概要
1993年テレビ朝日系ドラマ『女検事の捜査ファイル』の主題歌である。売り上げ枚数は33.7万枚。

## 収録曲
全作詞：class（日浦孝則）
1. もう君を離さない
作曲：柘植由秀 編曲：関根安里
2. サヨナラ
作曲：class（日浦孝則）　編曲：中村哲
3. もう君を離さない（オリジナルカラオケ）

## 収録アルバム
- DuO（#1,2）※1はAlbum Version
- CLASSIX（#1）
- class book ～class 1993 to 1996 best～（#1,2）
- 究極のベスト! class（#1）
- BEST of BEST（#1,2）
- プレミアム・ベスト class（#1,2）